# 목도 (부산)
목도(木島)는 부산광역시 사하구 다대동 산148번지에 위치한 부산광역시의 섬이다. 다른 이름으로 '나무섬'이라고도 한다. 면적은 약 4만 7603m2, 해발 최고높이는 61m이다. 다대포항에서 남쪽으로 약 4.8km 떨어진 곳에 위치하고 있다.

## 개요
자연사·미래환경학회의 해양수산부 용역 보고서인 '목도의 식생현황 및 수목원 조성 기본 구상'에 의하면 목도는 중생대 말기 약 7천~8천만년 전에 화산이 분출하여 형성된 것이며, 이후 화산 원형이 침식되어 지금과 같은 형태가 되었다고 한다. 이 때문에 이 섬은 뚜렷한 주상절리가 형성되어 있다. 기후는 평균 한달 중 보름 정도가 폭풍이나 풍랑, 너울이 발생해 배 출입이 어려워 사람은 살기 힘들다.

## 생태
목도에는 다양한 식물이 서식하고 있는데 해양수산부 용역 보고서인 '목도의 식생현황 및 수목원 조성 기본 구상'에 의하면 북쪽을 제외한 중앙과 동쪽, 남쪽, 서쪽에는 보리밥나무 군락이 형성되어 있고 북쪽과 서쪽, 동쪽에는 밀사초 군락이 형성되어 있다. 그 외에 서쪽에는 까마귀쪽나무, 후박나무 군락이 형성되어 있는데 까마귀쪽나무는 부산 지역 해안가에는 서식하지 않는 수종이라는 특징이 있다. 목도에 서식하고 있는 식물은 총 45과 77종으로 나무는 18과 24종, 풀은 28과 53종이 있는 것으로 확인되었다. 다만 이에 대해 부산녹색연합은 송악, 예덕나무, 호랑가시나무, 쇠비름, 갯능쟁이, 바위솔, 갯메꽃, 선메꽃, 큰방가지똥, 맥문동, 원추리, 왕고들빼기 등의 식물도 발견되어 총 12과 25종이 더 많다고 밝히기도 했다. 주변 해역은 온대성 해역의 특징을 보이고 있는데 홍조류의 해초가 가장 많고 감성돔, 나팔고둥이 서식하고 있다.

## 낚시 포인트
목도는 낚시꾼 사이에서 감성돔을 낚는 포인트로 알려져 있기도 한다. 목도의 낚시 포인트는 크게 목도 본섬 동쪽에 위치한 부속여인 '사각바위', 본섬에서 '절밑'이라 불리는 지역이 있으며, 조류 소통이 원활하고 수심이 10m 이상으로 깊어 감성돔을 낚는 낚시꾼들에게 좋은 포인트가 되고 있다.

## 개발 논란
2006년 8월 20일 부산지방해양수산청에서는 이 섬을 세계적 해상관광지로 개발하기 위한 용역을 실시하기로 한 것이 알려지면서 부산녹색연합 등의 환경단체는 "그나마 얼마남지 않은 생태계의 보고를 잃게 된다"며 반대하고 나섰다. 특히 '습지와 새들의 친구'의 박중록 위원장은 이 섬에서 황조롱이, 새매와 같은 천연기념물이 발견되었다면서 철새 이동의 중요 중계지 역할을 하기 때문에 개발할 경우 또다른 생태파괴를 가져올 것이라고 주장했다.

## 해양보호구역
2013년 11월 29일 해양생태계 보전 및 관리에 관한 법률 제25조의 규정에 의하여 부산광역시 사하구 다대동 나무섬 주변해역을 해양보호구역으로 지정ㆍ고시하였다.
- 지정번호 : 해양수산부 해양보호구역 제8호
- 명 칭 : 나무섬 주변해역 해양보호구역(해양생태계)
- 지정년월일 : 2013년 11월 29일
- 지정목적 : 나무섬 주변해역의 원시적 자연경관과 보호대상해양생물의 서식지와 해양생태계를 보전ㆍ관리
- 근거법령 : 해양생태계 보전 및 관리에 관한 법률 제25조
- 관리청 : 부산지방해양항만청
- 위치 및 면적
  - 행정구역 : 부산광역시 사하구 다대동
  - 면적 : 0.275㎢
  - 경위도 좌표 및 도면 : 관보[4] 참조
- 관계도서의 열람 방법 : 관계도서는 부산광역시 사하구청 경제진흥과에 비치하여 열람 가능
- 어업권․광업권 등의 이용현황
  - 어업권 현황 : 해당사항 없음
  - 광업권 현황 : 해당사항 없음
- 보호구역내 주요자원 명칭․위치․범위 및 규모
  - 주요자원 명칭 : (무척추동물) 나팔고둥, 옆새우류, 삼각따개비, 보살고둥, 둥근입얼룩고둥, (해조류) 가지까막살, 미끈뼈대그물말, 작은구슬산호말, 모란갈파래, 고리마디게발
  - 주요자원 위치․범위 및 규모 : 관보[4] 참조